# 望月俊孝

## 背景
望月 俊孝（もちづき としたか、1957年4月13日- ）は、自動車販売会社、セミナー会社に勤務の後、独立するも大失敗し、再就職。
多額の借金を抱え、全身アトピー、長男誕生の直後に突然、リストラに遭う。
そこから、宝地図、レイキ、エネルギー・マスターを活用し、どん底から短期間でV字快復。
現在、宝地図、レイキ、エネルギー・マスターを主体する人材教育に関わり、
30年で73万人以上を直接指導。

## 経歴
ヴォルテックス代表。
夢実現を加速するツール『宝地図』、世界に広がる『レイキ』、
セルフ・イメージを90分で書き換える『エネルギー・マスター』提唱者。
国際レイキ普及協会主宰。

## 著書
| 題名                                                       | 出版日付   | 出版社                                                                                                | ISBN       |
| ---------------------------------------------------------- | ---------- | --- | ---------- |
| 癒しの手                                                   | 1995年10月 | たま出版                                                                                              | 4884814205 |
| 超カンタン癒しの手                                         | 2001年9月  | たま出版                                                                                              | 4812701430 |
| ようこそ、成功指定席へ                                     | 2002年2月  | サンマーク                                                                                            | 4763197061 |
| ワクワクしながら夢を叶える宝地図活用術                     | 2002年9月  | ゴマブックス                                                                                          | 4777102173 |
| メンターのチカラ                                           | 2002年9月  | サンクチュアリ出版 ブライアン・トレーシー、ジム・ローン氏らと共著                                     | 4861136078 |
| 幸せな宝地図であなたの夢がかなう                           | 2003年5月  | ゴマブックス                                                                                          | 4901465755 |
| ワクワクしながら夢を叶える宝地図活用術                     | 2005年9月  | ゴマブックス                                                                                          | 4777102174 |
| 〔図解〕夢を実現する宝地図                                 | 2005年12月 | 三笠書房                                                                                              | 483792171  |
| 飾るだけで夢が叶う「魔法の宝地図」                         | 2007年12月 | マキノ出版                                                                                            | 4837661276 |
| １００％夢をかなえる人の習慣                               | 2008年10月 | 中経出版                                                                                              | 480613077X |
| 夢をかなえる習慣力                                         | 2010年12月 | 実業之日本社                                                                                          | 4408108759 |
| 親と子の夢をかなえる宝地図                                 | 2011年3月  | プレジデント社                                                                                        | 4833484039 |
| シンデレラ・マップ                                         | 2011年9月  | シンコーミュージック 桂由美と共著                                                                     | 4401636201 |
| 9割夢がかなう「宝地図の秘密」                              | 2011年11月 | 中経出版                                                                                              | 4806142034 |
| 本調子-強運の持ち主になる読書道                            | 2003年12月 | 総合法令出版特定非営利活動法人読書普及協会編 斎藤一人・本田健・七田眞・ハイブロー武蔵・清水克衛と共著 | 4893468278 |
| [新版]幸せな宝地図であなたの夢がかなう                     | 2014年3月  | ダイヤモンド社                                                                                        | 4478027404 |
| 幸せブーメランの法則                                       | 2014年7月  | 大和出版                                                                                              | 4804718019 |
| 癒しの力                                                   | 2018年2月  | きずな出版                                                                                            | 486663026  |
| やりたいことを先送りしてしまう自分が変わる本               | 2018年4月  | フォレスト出版                                                                                        | 4894517981 |
| ［新版］癒しの手                                           | 2018年6月  | きずな出版                                                                                            | 4866630418 |
| 見るだけで9割かなう!魔法の宝地図                           | 2020年1月  | KADOKAWA                                                                                              | 4046045809 |
| 未来へ導く1%の人だけが知っている 魔法の読書法              | 2022年2月  | イースト・プレス                                                                                      | 4781620493 |
| 夢を現実にする最強の習慣術                                 | 2022年6月  | ディスカヴァー・トゥエンティワン 原 邦雄と共著                                                        | 4799328387 |
| 人生も仕事も自動的に好転する! 引き寄せの法則見るだけノート | 2022年8月  | 宝島社                                                                                                | 4299032926 |
| 今すぐ夢がみつかり、叶う「宝地図」完全版                   | 2022年10月 | 主婦と生活社                                                                                          | 439115742X |
| 氣を活かしてわたしが変わる 究極の氣 レイキ                 | 2022年12月 | 河出書房新社                                                                                          | 4309292461 |
| 心のお金持ちになる教科書                                   | 2022年12月 | ポプラ社                                                                                              | 4591175804 |
| 何歳からでも結果が出る 本当の勉強法                        | 2023年3月  | すばる舎                                                                                              | 4799111205 |
| 人生の優先順位を明確にする 1分マインドフルネス             | 2023年9月  | KADOKAWA                                                                                              | 4046064404 |
| ３秒ごとに幸せを引き寄せる強運の法則５５                   | 2024年2月  | ポプラ社                                                                                              | 4591180522 |
| ムダがなくなり、すべてがうまくいく 本当の時間術            | 2024年10月 | すばる舎                                                                                              | 4799112619 |

## 略歴
昭和32(1957)年・山梨県生まれ。

中学時代より、イメージ・トレーニング、瞑想法、成功哲学などに興味を持ち、独自に研究を始める。

（ちょっと変わり者。それ以来、本を持たずにはどこにも行けない読書中毒に）

日大一高卒
（卓球世界一を無謀にも目指して、上京・卓球留学も半年で挫折。なさけないー）

上智大学法学部卒
（法律は何もわからない。卒論も5日で仕上げる。英語を学ぶには絶好の環境だったが、未だに英語力は、、、、？）

昭和56(1981)年
　
三菱自動車販売株式会社
（現、三菱自動車）入社。
（新人研修時代に自動車事故を起こし、九死に一生を得る。それが縁で自動車を販売という体当たり営業も、実績はイマイチ）

昭和59(1984)年

能力開発セミナー会社入社
（社長に惚れて、押しかけ入社。給料は一気に数分の一に）
チーフ・インストラクターとして、東芝、三洋電機等の研修を担当。
また、TAC等の各種学校で記憶力・集中力講座等も担当。
年間約150日以上、全国で講座・講演を行う。
社長のゴースト・ライターも勤め、ベストセラーも。

平成2(1990)年
　
研修会社ヴォルテックスを設立。

（妻と二人で起業。6畳1間が仕事場）

平成3(1991)年

ヴィジョン心理学

（チャールズ・スペザーノ博士創始）

カウンセラーの資格をアメリカ（ハワイ）にて夫婦で取得。

（借金を800万円して、決死の覚悟で渡米。その価値は十分ありました。でも生活は困窮。）

ハワイでクリストファー・ムーンさんと出会い、日本に招き始める。

日本初？　ハワイ・ドルフィン・スイム・ツアー、アメリカ・インディアンを招いてスウェット・ロッジなども企画。

平成4(1992)年

ワン・ネットワーク株式会社開設に関わる。

当時、セミナー業界に強烈なインパクトを与えたバシャール（ダリル・アンカ氏）、

ヒーリング（癒し）の権威レバナ・シェル・ブドラ女史、チベットのチョジェ・リンポチェなどを招き、プロモート

（長時間労働をものともせず365日休みなしで、平均労働時間360時間/月。でも体は訴えてました全身アトピーに）

平成5(1993)年9月

ヴォルテックス　再設立

（長男誕生と共に深い事情があって産休2ヶ月を取った関係で、リ・ス・ト・ラ！　（当然ですね！）

そこで心の準備も資金やアイデアなどの準備も全くないまま、ヤムナク再独立。背水の陣を敷かざるをえなくなる。

ところがレイキと出会い、宝地図を本格活用すると共に自分でも信じられない程の好循環。

平成6(1994)年3月3日

小冊子プレゼントを開始

『楽しく与え、豊かに受け取る』（ヴォルテックス刊）を出版

同時にプレゼント用として『楽しく与え、豊かに受け取る・抜粋版』も作成

無料小冊子プレゼントのお申込み

平成6（1994）年4月25日

『レイキ読本・誰でもできる癒しの手』を作成

（ヴォルテックス刊）

本田健さんのアドバイスもあり、小冊子を作成。最初はワープロ打ちしたものを、コピーしてホッチキスで留めただけのものでした。

それを既に10万部以上（両小冊子で20万部以上、お配りしてきています。両小冊子で20万部以上、お配りしてきています。

今もプレゼント中です）

平成7（1995）年10月

『癒しの手－宇宙エネルギー「レイキ」活用法』発売

（たま出版）

『癒し』という言葉はまだ一般認知されない時代でしたが、運よくロングセラーとなり（現在までで15刷）、海外でも出版されました。

平成7(1995)年11月

ヴォルテックス有限会社　設立。

平成8（1996）年9月

原宿ニューエイジセンター共同経営

2フロアーをショップ。2年で友人に任せる。

平成12（2000）年3月

吉祥寺にオフィス移転

念願の100名収容の研修室を持つ

平成14（2002）年7月

フォトリーディング公認インストラクター資格取得

神田昌典さんが日本に導入し、脚光を浴びつつあったフォトリーディングのインストラクターに。

（Photo Reading およびフォトリーディングは米国ラーニングストラテジー社の登録商標です）

平成15（2003）年5月

『幸せな宝地図であなたの夢がかなう』を出版

（ゴマブックス）

本当に多くの人に支えられてアマゾン・ベストセラー・ランキング1位となり、宝地図という夢実現の手法が認知されるようになる。

（文庫版・コミック版・韓国語版なども発行され、１０万部突破）

平成15（2003）年12月

『本調子-強運の持ち主になる読書道』出版

（総合法令出版）

私がメンターとして仰いでいた方々と共著を運よく出版することができました。

あの斎藤一人さん、本田健さん、七田眞さん、ハイブロー武蔵さん、清水克衛さん、、、本当に強運の持ち主ですね。

平成17（2005）年　9月
　
『ワクワクしながら夢を叶える宝地図活用術』

（ゴマブックス）

【宝地図】と相乗効果を上げる　マル秘ツール・7つを公開！

（全国のコンビニ・ファミリーマート系でも販売される）

その後

『９割夢がかなう「宝地図の秘密」』(中経出版)

『お金と幸せの宝地図（DVD付）』（マキノ出版）

『夢をかなえる習慣力』（実業之日本社）

『シンデレラ・マップ』（桂由美さんとの共著/シンコーミュージック）

『夢を現実にする最強の習慣術』(原 邦雄さんとの共著/ディスカヴァー・トゥエンティワン)

など話題作を発行。２０２４年１１月現在、著書累計１１０万部発行。

## テレビ出演
・『ビジネスフラッシュ』（千葉テレビ）2014年

・『ナイツのヒット商品企画室』（千葉テレビ）2014年

・『ガールズハッピースタイル』（千葉テレビ）2024年